# Manfred Geisler
Manfred Geisler (* 3. března 1941, Prauß) je bývalý východoněmecký fotbalista, levý obránce.

## Fotbalová kariéra
Ve východoněmecké oberlize hrál za SC Rotation Leipzig, SC Leipzig a 1. FC Lokomotive Leipzig, nastoupil ve 342 ligových utkáních a dal 52 gólů. V Poháru UEFA nastoupil ve 30 utkáních. Za reprezentaci Východního Německa (NDR) nastoupil v letech 1965–1967 v 15 utkáních a dal 1 gól. Reprezentoval Německo na LOH 1964 v Tokiu, nastoupil ve 5 utkáních a získal s týmem bronzové medaile za 3. místo.

## Ligová bilance
| Ročník           | Zápasy | Góly |                          |
| ---------------- | ------ | ---- | ------------------------ |
| I. liga 1959     | 14     | 1    | SC Rotation Leipzig      |
| I. liga 1960     | 15     | 5    | SC Rotation Leipzig      |
| I. liga 1961/62  | 32     | 6    | SC Rotation Leipzig      |
| I. liga 1962/63  | 26     | 1    | SC Rotation Leipzig      |
| I. liga 1963/64  | 19     | 1    | SC Leipzig               |
| I. liga 1964/65  | 26     | 2    | SC Leipzig               |
| I. liga 1965/66  | 20     | 2    | 1. FC Lokomotive Leipzig |
| I. liga 1966/67  | 25     | 4    | 1. FC Lokomotive Leipzig |
| I. liga 1967/68  | 19     | 1    | 1. FC Lokomotive Leipzig |
| I. liga 1968/69  | 12     | 0    | 1. FC Lokomotive Leipzig |
| II. liga 1969/70 | 30     | 18   | 1. FC Lokomotive Leipzig |
| I. liga 1970/71  | 26     | 9    | 1. FC Lokomotive Leipzig |
| I. liga 1971/72  | 26     | 4    | 1. FC Lokomotive Leipzig |
| I. liga 1972/73  | 24     | 7    | 1. FC Lokomotive Leipzig |
| I. liga 1973/74  | 24     | 7    | 1. FC Lokomotive Leipzig |
| I. liga 1974/75  | 20     | 2    | 1. FC Lokomotive Leipzig |
| I. liga 1975/76  | 10     | 0    | 1. FC Lokomotive Leipzig |
| I. liga 1976/77  | 4      | 0    | 1. FC Lokomotive Leipzig |
| II. liga 1976/77 | 10     | 2    | BSG Chemie Leipzig       |
| II. liga 1977/78 | 12     | 2    | BSG Chemie Leipzig       |
| CELKEM I. liga   | 342    | 52   |                          |